# مادیاردومب‌ادیهاز
مادْیْاردومب‌اِدْیْهاز (به مجاری:  Magyardombegyház) یک منطقهٔ مسکونی در مجارستان است که در ناحیه مزوکواچ‌هازا واقع شده‌است. مادیاردومب‌ادیهاز ۷٫۶۴ کیلومتر مربع مساحت و ۳۰۹ نفر جمعیت دارد.